# Staatliche Kunsthalle Karlsruhe

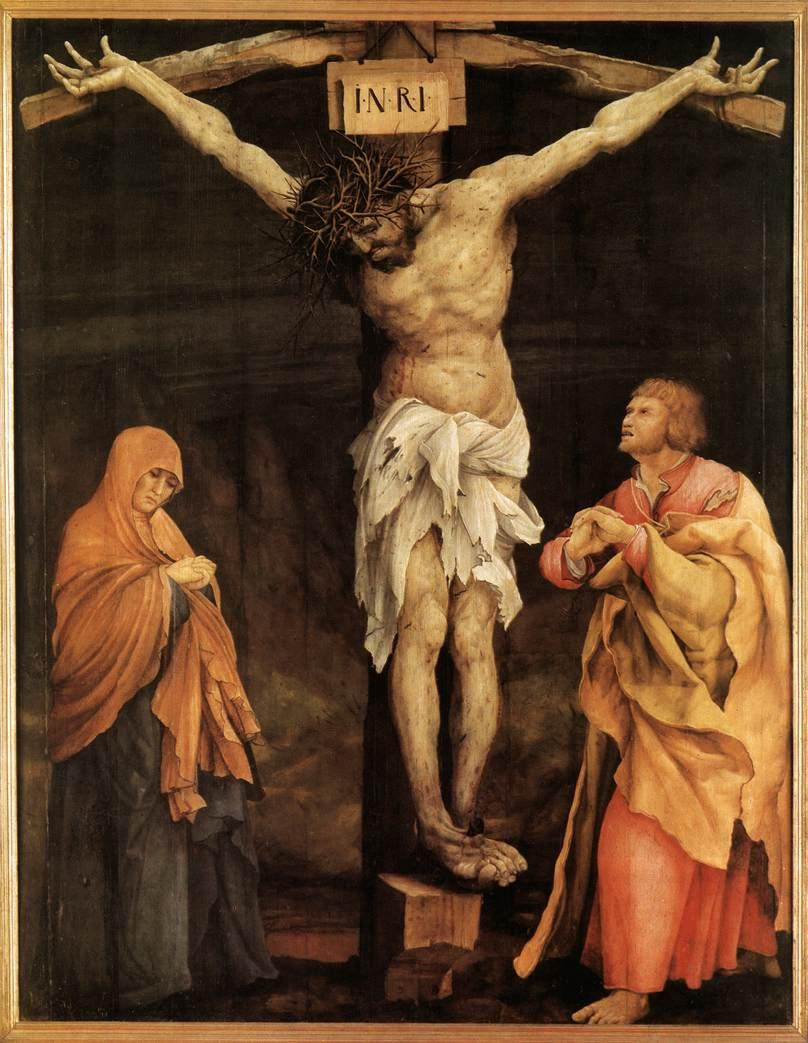
Ukrzyżowanie Matthiasa Grünewalda (1523-1524)

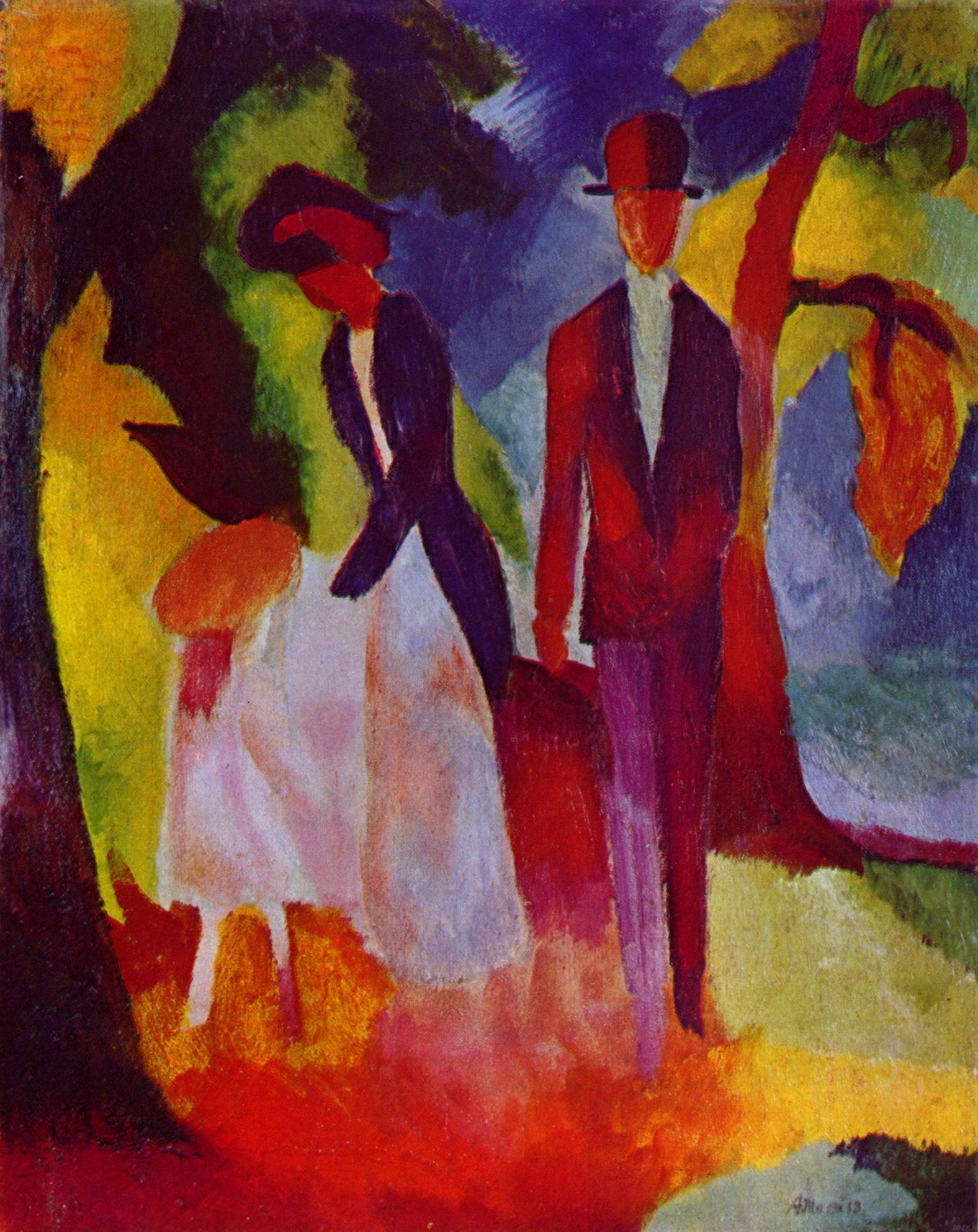
Leute am blauen See Augusta Macke (1913)

Staatliche Kunsthalle – muzeum sztuki w Karlsruhe w Niemczech.

## Siedziba
W 1830 wielki książę Badenii, Leopold Badeński podjął decyzję o budowie galerii malarstwa w sąsiedztwie budynku akademii. Muzeum zostało wybudowane według projektu architekta Heinricha Hübscha i otwarte w 1846 roku, po dziewięciu latach budowy i ograniczone do skrzydła wzdłuż obecnej Hans-Thoma-Straße. Budynek został zaprojektowany w neoklasycystycznym stylu i znajduje się w sąsiedztwie pałacu w Karlsruhe i miejskiego ogrodu botanicznego. Kolejna rozbudowa odbyła się w 1891 roku, gdy według projektu Josefa Durma, nawiązującego do oryginalnego, zbudowano kolejne skrzydło. Fragmenty budynków zostały 27 września 1944 wypalone wskutek nalotu bombowego i do 1948 roku nie odbywały się wystawy. W latach 1981-1990 siedzibę muzeum znacząco przebudowano, znów nawiązując do koncepcji Hübscha.

## Kolekcja
Kolekcja muzeum początkowo opierała się na zbiorach margrabiów Badenii. Została znacząco poszerzona przez księżniczkę heską Karolinę, żonę margrabiego Karola Fryderyka Badeńskiego. W latach 1899-1920 dyrektorem muzeum był Hans Thoma, który zrezygnował w wieku 81 lat. W 1942 zbiory zostały wywiezione z budynku i dzięki temu nie ucierpiały podczas nalotu 27 września 1944. Ponowne otwarcie muzeum odbyło się dopiero w 1951. W zabytkowym, budynku są eksponowane dzieła powstałe między XIV a XIX wiekiem. Prace z XX wieku są prezentowane w sąsiednim budynku, dawnej oranżerii.
Wśród malarzy wystawianych w muzeum są m.in. Matthias Grünewald (w tym ołtarz z Tauberbischofsheim), Albrecht Dürer, Hans Baldung, Lucas Cranach Starszy, Hans Burgkmair, Rembrandt, Pieter de Hooch, Peter Paul Rubens, David Teniers (młodszy), Hyacinthe Rigaud, Claude Lorrain, Nicolas Poussin, Jean-Baptiste-Siméon Chardin, Eugène Delacroix, Gustave Courbet, Édouard Manet, Camille Pissarro, Claude Monet, Edgar Degas, Auguste Renoir, Paul Cézanne, Paul Gauguin, Caspar David Friedrich, Hans Thoma, Lovis Corinth, August Macke, Ernst Ludwig Kirchner, Erich Heckel, Franz Marc, Max Pechstein, Max Ernst, Kurt Schwitters, Juan Gris, Yves Tanguy, Robert Delaunay, Otto Dix i Fritz von Uhde.

### Obrazy wystawiane w Staatliche Kunsthalle[a]
- Martwa natura z kwiatami i pucharami – Clara Peeters
- Sąd Parysa – Lucas Cranach Starszy